# Пьедра Буэна (ТЭС)
ТЭС «Пье́дра Буэ́на» (исп. Central térmica Piedra Buena, CPB) — тепловая электростанция в Аргентине. Расположена в порту Инхиньеро Уайт города Баия-Бланка (муниципалитет Баия-Бланка, провинция Буэнос-Айрес). Принадлежит одноимённой компании, которая входит в состав аргентинского энергетического холдинга Pampa Energía. Входит в Единую национальную энергосистему Аргентины (исп. Sistema Argentino de Interconexión eléctrica, SADI).

## История

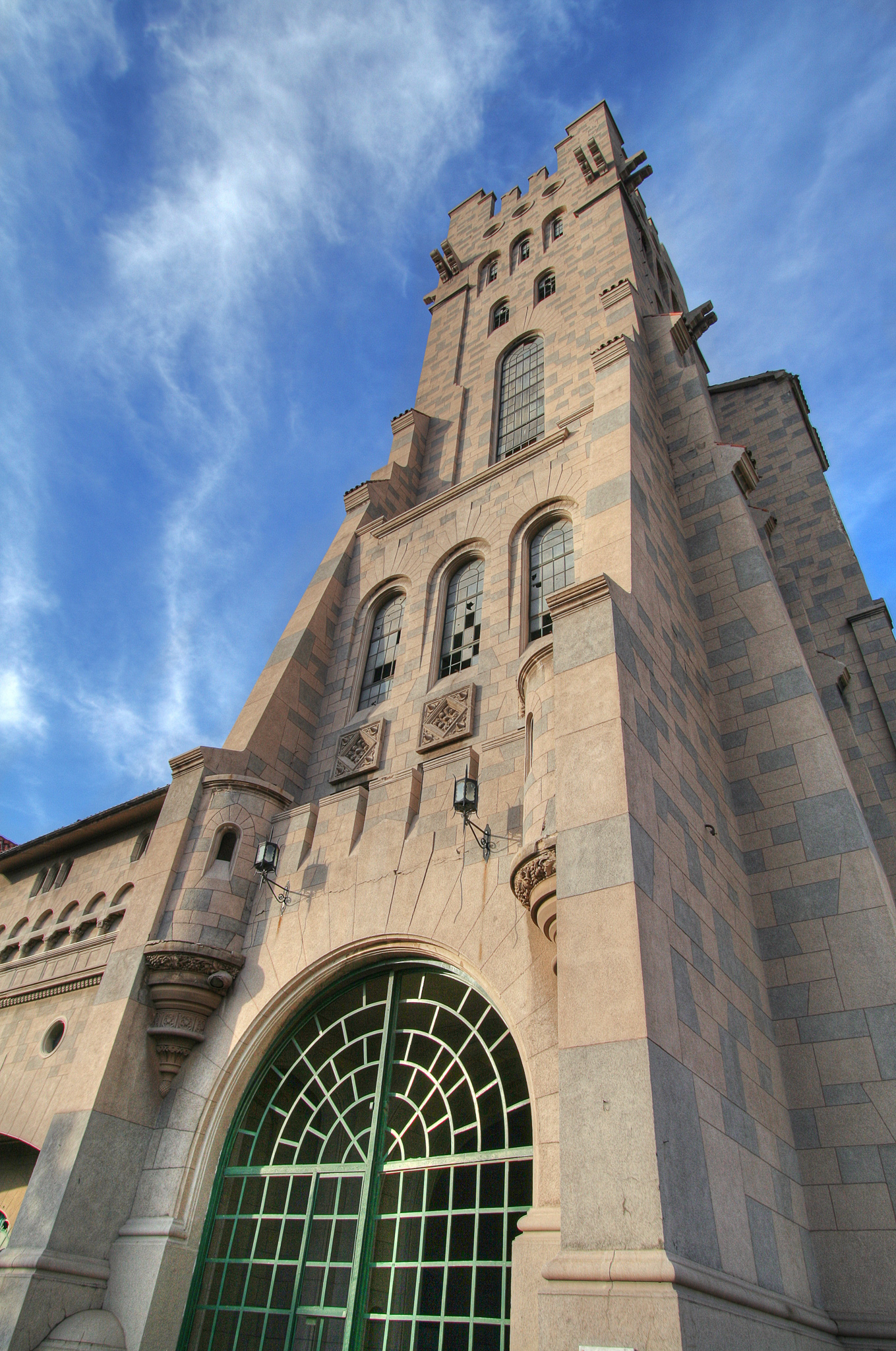
Старая электростанция

Предшественником современной ТЭС была электростанция «Хенераль Сан-Мартин», находившаяся в буквальном смысле через дорогу. Для города требовался новый энергоисточник и, в августе 1979 года губернатором провинции Буэнос-Айрес генералом Иберико Сен-Жаном было выбрано место для строительства новой электростанции.
Возведение корпусов ТЭС Пьедра Буэна началось у Национальной трассы № 252. Строительство электростанции, в котором также принимал участие СССР, велось аргентинским отделением итальянской фирмы Ansaldo. ТЭС была названа в честь Луиса Пьедрабуэны — аргентинского военного и учёного деятеля. Паровой турбоагрегат производства Ленинградского металлического завода мощностью 310 МВт был пущен в 1989 году. В 1991 году был введён в эксплуатацию турбоагрегат № 2 аналогичной мощности. Строительство электростанции ориентировочно обошлось в 1,355 млрд долларов, что сказалось на финансовом состоянии предприятия в дальнейшем.
В период с 1999 по 2004 годы электростанция работала нестабильно — в общей сложности 18 месяцев. В августе 2007 года ТЭС была куплена компанией Pampa Energía за 85 млн долларов.

## Основные данные
Площадь ТЭС Пьедра Буэна, примыкающей с востока к портовой зоне Инхиньеро-Уайт, составляет 60 га. Объединена с энергосистемой страны линией электропередач напряжением 50 кВ. Производственные показатели ТЭС:
- Установленная электрическая мощность — 620 МВт (2015)[3]
- Выработка электроэнергии — 2,739 млрд кВт⋅ч (2015)[3]

В качестве топлива используется природный газ, поступаемый по 22-километровому газопроводу из системы газопроводов Transportadora de Gas del Sur (TGS). Кроме того, на территории электростанции расположены два резервуара для хранения мазута емкостью 60 тысяч м³.